# Dave Haynie
David Bruce Haynie (Summit, New Jersey, 1961. május 23.) amerikai hardvertervező-, illetve szoftverfejlesztő mérnök, aki részt vett a Commodore 128, az Amiga 2000, majd az Amiga 1200 és az Amiga 4000 számítógépek tervezésében, és aki ma is nagyon aktív az Amiga-közösségben. Különösen ismertté vált a Commodore csődjét és az utolsó napokat bemutató dokumentumfilmjével.

## Életútja
Dave Haynie a pittsburghi Carnegie Mellon Egyetemen végzett matematika és elektrotechnika szakon 1983-ban.

### Commodore
A Commodore-nál helyezkedett el, Bil Herd irányítása alatt, a TED chipek gyártósorán, melyek Commodore 16, illetve Commodore Plus/4 számítógépekhez készültek. A Commodore 128 elkészülte után Herd távozott a cégtől és Dave Haynie-t nevezték ki a "low-end" csapat vezetőjének.
Miután a Commodore felvásárolta az Amiga Corp.-t, Haynie – George Robbinsszal szorosan együttműködve – főként az Amiga 2000 fejlesztésén dolgozott. Bob Wellanddal együtt az A2620, illetve A2630 típusjelű CPU bővítőkártyákon dolgozott, melyek 1989-től kerültek piacra az Amiga 2500/20 és az Amiga 2500/30 modellekben.
1989-ben a Zorro III buszrendszer kifejlesztésén dolgozott, majd 1990-ben Greg Berlin, Hedley Davis, Jeff Boyer és Scott Hood közreműködésével kifejlesztette az Amiga 3000-et.
Az Amiga 3000 projekt befejezése után a „Pandora” néven indult, majd „AA” („Advanced Architecture”) kódnéven futó titkos projekthez csatlakozott, mely a Commodore első 24-bit színmélységű grafikus technológiájának, az AGA chipsetnek a kifejlesztéséhez vezetett. Ezt először egy Amiga 3000+ (vagy A3000+) prototípusban valósították meg, majd végül az Amiga 4000, illetve az Amiga 1200 számítógépekben került a piacra. Haynie két - normál Amiga 3000 házba épített - A3000+ prototípusba sikeresen beépítette az AT&T DSP3210 digitális jelfeldolgozó chipjét is, a hozzátartozó vezérlő logikákkal, ez a dizájn, azonban sosem került gyártásba.
1993-ban ennek az architektúrának a lecserélésére szánt, teljesen új rendszer-architektúrájú projekten („AAA”, „Advanced Amiga Architecture”) kezdett el dolgozni, egészen az anyacég csődjéig. Tervei szerint az új dizájn egy új típusú busz-rendszert, az Amiga Modular Interconnect-et (AMI Bus) tartalmazta volna, hasonló tudással, mint amivel közben a PCI kijött. Ezek után világossá vált, hogy a PCI lesz a jó irány. A HP, mint Commodore-partner PA-RISC utasításkészlet-architektúrájával számoltak a tervek során. Ha nincs a cég 1994-es csődje, akkor - véleménye szerint - 1995-re elkészült volna az új - a korábbi típusokhoz képest sokkal modulárisabb - AAA-architektúrával szerelt termék (A5000), vélhetően első körben Motorola 68060 processzorral, de processzor-semleges dizájnnal, mivel már a 68000-es processzorok utánra tekintettek, mint irányra (PA-RISC vagy PowerPC).
Haynie a Commodore hardver-architektúrájának az IBM-kompatibilis PC-khez képesti háttérbe szorulásáról így vélekedett egy interjúban:
| (angolul) "One reason Amigas fell behind on hardware was that the whole system had to be re-invented for each new machine. The PC succeeded in splitting things up nicely." | (magyarul)„Az egyik oka, hogy az Amigák hardverei lemaradtak, az volt, hogy minden egyes új gépnél az egész rendszert újra kellett tervezni. A PC sikeresen és nagyon jól osztotta részekre a feladatot.” |
| – Dave Haynie | |

A Commodore legnagyobb hibájáról a következőket mondta:
| (angolul) "We like to call it "snatching defeat from the jaws of victory". Upper management, Commodore International Corporate, Irving Gould, Mehdi Ali, they didn’t get the Amiga, but they barely understood computers. (...) At best, they saw the Amiga as another flavour of Commodore or PC computer. In short, they were idiots, in a very epic sense. You would have to search hard throughout history to find people this stupid at this high a level in business. If there was a Business FAIL Hall of Fame, you would certainly find framed paintings of Ali and Gould hung in places of high dishonour." | (magyarul)„Azt mondhatjuk, hogy "a győzelem torkából ragadták ki a vereséget". A vállalat nemzetközi felső vezetése: Irving Gould, Mehdi Ali nem értették az Amigát, hisz még a számítógépeket is alig fogták fel. (...) Számukra az Amiga, a legjobb esetben is, csak egy színfoltja volt a Commodore-nak, illetve a PC-knek. Költői értelemben, röviden csak idiótáknak nevezném őket. Nehezen találnál a történelemben még két ekkora hülyét, ilyen magas vezetői pozícióban. Ha létezne az üzleti bukások hírességeinek csarnoka, ott, a legnagyobb gyalázatok helyén minden bizonnyal keretes kép lógna Aliről és Gouldról.” |
| – Dave Haynie | |

### Scala, Amiga Technologies
1994 júniusában Haynie otthagyta a Commodore-t és a Scala, Inc. alkalmazásában folytatta szakmai tevékenységét.
1995-től Andy Finkellel együtt a Commodore maradékát felvásároló Escom által alapított Amiga Technologiesnál kezdett el dolgozni. Egy PowerPC alapú új Amiga-platformot terveztek és hozzá egy új AmigaOS-t. A munka befejezetlen maradt az Escom csődje miatt.

### Startupok
Haynie 1996-ban, Finkellel és még néhány korábbi Amiga Technologies-es kollégájával startup vállalkozásba kezdtek PIOS Computer néven, mely később a Metabox nevet vette fel, de amely 2001/2002-re megbukott. Ezután szintén Finkellel és korábbi Commodore alkalmazottakkal megalapították a Fortele, Inc.-t, mely otthoni média hálózatokra szakosodott, de így sem tudták megvetni lábukat a piacon.

### Védelmi ipar
Haynie 2002-től 2012-ig a Nomadio, Inc.-nél dolgozott katonai célú média-eszközökön, extrém időjárási körülmények között is rugalmasan alkalmazható rádiókon, kisméretű, távirányítású robot projekteken, mely utóbbiakat házi készítésű pokolgépek ellen vetettek be Irakban és Afganisztánban.
2012-től a Rajant nevű vállalatnál tevékenykedik, részben szintén védelmi célú vezeték nélküli hálózati eszközökön, de ma már főként "mainstream" termékeken. A cég vezérigazgatója szerint: "A technológiánk veleje Dave Haynie munkájának eredménye és minden, amit létrehozunk, magán viseli az ő kézjegyét. Nem lehet eléggé hangsúlyozni, milyen fontos ő cégünknek. Kiválóság, aki tehetségével és képességeivel egy más szintre emelte cégünket."

### Saját tanácsadó cég
Saját multimédiás tanácsadó cégét, a Frog Pond Mediát mindezek mellett hosszú éveken át működtette.